# Tổng tư lệnh Hải quân Nga
Tổng Tư lệnh Hải quân Nga là quan chức đứng đầu của lực lượng Hải quân Nga. Vị trí này được thành lập vào năm 1696, trước cả khi Ban Hải quân thành lập. Chức vụ này được bổ nhiệm theo sắc lệnh của Tổng thống Nga. Tổng Tư lệnh Hải quân Nga hiện nay là Đô đốc Alexander Moiseyev.

## Lịch sử chức vụ
Vào năm 1696, trước khi tiến hành vây hãm Azov lần thứ hai, Sa hoàng Pyotr Đại đế thiết lập một hạm đội để đánh chiếm thành trị quan trọng này. Sa hoàng bổ nhiệm một đồng minh thân cận của mình, Franz Lefort là Đô đốc Tư lệnh Hạm đội này. Do vậy, theo nghĩa là chức vụ đứng đầu Hải quân Nga thì ông chính là người đầu tiên lãnh đạo ngành Hải quân Nga lúc đó dưới tư cách là chỉ huy một Hạm đội chính quy (Hạm đội của Sa hoàng khi đó). Chiến dịch Azov thành công và Lefort giữ chức vụ này cho đến khi ông mất.
Sau đó, khi Hội đồng các Boyar Nga phê chuẩn việc cho phép xây dựng một hạm đội Hải quân vào ngày 20 tháng 10, 1696 (thường được coi là ngày thành lập Hạm đội Hải quân Nga lúc đó), các Collegium bên Hải quân Nga được đích thân Sa hoàng khi đó thành lập nên, từ đó thiết lập nên chức vụ Chủ tịch Ban Hải quân. Chủ tịch Ban Hải quân Nga đầu tiên do Đại tướng–Đô đốc, Bá tước Fyodor Apraksin đảm nhiệm. Ông cũng là đô đốc người gốc Nga đầu tiên đảm nhận vị trí chỉ huy một hạm đội của Đế quốc Nga
Tiếp sau đó, Sa hoàng Alexandr I tiến hành các đợt cải cách ở cấp bộ trưởng trong những năm 1802–1811, và Ban Hải quân cũng là một trong những cơ quan mà Sa hoàng nhắm đến. Theo đó, Ban Hải Quân Nga được chuyển thành Bộ Hải Quân (tên chính thức là Bộ các Lực lượng Biển). Sau đó chức vụ lãnh đạo lực lượng Hải quân Nga lại tiếp tục có sự thay đổi, từ Bộ trưởng Các lực lượng Biển (1802) cho đến Bộ trưởng Hải quân (1815). Đến năm 1917, chức vụ này bị bãi bỏ.
Chính phủ Lâm thời Nga quyết định gộp các bộ trưởng Quân sự và Hải quân vào làm một và Aleksandr Kolchak là người đảm nhiệm chức vụ này. Một thời gian ngắn sau đó, dưới một đợt cải cách của chính phủ Bạch vệ Nga, Bộ trưởng Hải quân được tách riêng ra (sau khi Chính phủ Bạch vệ Nga tiếp tục duy trì chức danh cũ do Chính phủ Lâm thời lập ra một thời gian) và người đảm nhiệm chức danh này là 1 trong những đồng nghiệp của Kolchak (lúc này đang là Lãnh tụ tối cao Nga), chuẩn Đô đốc Mikhail Smirnov.
Còn ở bên nước Nga Xô viết, chức vụ Dân ủy về các vấn đề về Hàng hải được thành lập và do Pavel Dybenko nắm giữ. Sau đó, tên gọi chức vụ có sự thay đổi nhiều lần: Dân ủy Hải quân Liên Xô (1939), Tổng Tư lệnh Hải quân Liên Xô, Bộ trưởng Hải quân Liên Xô, rồi lại là Tổng Tư lệnh Hải quân Liên Xô.
Sau năm 1991, các lực lượng Hải quân Liên Xô nói chung tan rã trên khắp các nước thuộc các nước SNG (Liên Xô cũ). Ở nước Nga hậu Xô viết, chức vụ Tổng tư lệnh Hải quân Nga được hình thành. Người đầu tiên giữ chức vụ này là Đô đốc Hạm đội Felix Gromov.

## Danh sách những người đứng đầu ngành Hải quân Nga

### Các chỉ huy Hạm đội trước khi thành lập Ban Hải quân
| Đô đốc Tư lệnh Hạm đội           | Chân dung   | Sinh - mất                                 | Thời gian tại nhiệm |
| -------------------------------- | ----------- | ------------------------------------------ | ------------------- |
| Đại tướng–Đô đốc Franz Lefort    | không khung | 12 tháng 1 năm 1656 - 12 tháng 3 năm 1699  | 1696 - 1699         |
| Đại tướng–Đô đốc Fyodor Golovin  | không khung | 1650 - 10 tháng 8 năm 1706                 | 1699 - 1707         |
| Đại tướng–Đô đốc Fyodor Apraksin | không khung | 7 tháng 12 năm 1661 - 21 tháng 11 năm 1728 | 1707 - 1717         |

### Người đứng đầu Ban Hải quân
| Chủ tịch Ban Hải quân                                      | Chân dung   | Sinh - mất                                 | Thời gian tại nhiệm                           |
| ---------------------------------------------------------- | ----------- | ------------------------------------------ | --------------------------------------------- |
| Đại tướng–Đô đốc Fyodor Apraksin                           | không khung | 7 tháng 12 năm 1661 - 21 tháng 11 năm 1728 | 15 tháng 12 năm 1717 - 10 tháng 11 năm 1728   |
| Đại tướng–Đô đốc Peter von Sivers                          | không khung | 1674 - 1740                                | c. 1728 - 1732                                |
| Đô đốc Nikolai Golovin                                     | không khung | 1695 - 26 tháng 7 năm 1745                 | 1732 - Tháng 6 năm 1744                       |
| Vị trí bỏ trống (15 tháng 7 năm 1745 - 7 tháng 4 năm 1750) |             |                                            |                                               |
| Đại tướng–Đô đốc Mikhail Golitsyn                          | không khung | 1 tháng 11 năm 1684 - 25 tháng 3 năm 1764  | 7 tháng 4 năm 1750 - 10 tháng 4 năm 1762      |
| Đại tướng–Đô đốc Đại Công tước Pavel Petrovich             | không khung | 20 tháng 9 năm 1754 - 12 tháng 3 năm 1801  | 2 tháng 12 năm 1762 - 6 tháng 11 năm 1796     |
| Thống chế Hạm đội Ivan Chernyshev                          | không khung | 24 tháng 11 năm 1726 - 26 tháng 2 năm 1797 | 1796 - 1797                                   |
| Đô đốc Ivan Golenishchev Kutuzov                           | không khung | 12 tháng 9 năm 1729 - 22 tháng 4 năm 1802  | 23/31 tháng 10 năm 1798 - 10 tháng 4 năm 1802 |

### Bộ trưởng các Lực lượng Biển
| Bộ trưởng các Lực lượng Biển       | Chân dung   | Sinh - mất                               | Thời gian tại nhiệm                         |
| ---------------------------------- | ----------- | ---------------------------------------- | ------------------------------------------- |
| Đô đốc Nikolai Mordvinov           | không khung | 1 tháng 5 năm 1755 - 11 tháng 4 năm 1845 | 8 tháng 9 năm 1802 - 28 tháng 12 năm 1802   |
| Đô đốc Pavel Chichagov             | không khung | 8 tháng 7 năm 1767 - 1 tháng 9 năm 1849  | 31 tháng 12 năm 1802 - 28 tháng 11 năm 1811 |
| Đô đốc Ivan Ivanovich xứ Traversay | không khung | 1754 - 19 tháng 5 năm 1831               | 28 tháng 11 năm 1811 - 27 tháng 12 năm 1815 |

### Bộ trưởng Hải quân Đế quốc Nga
| Bộ trưởng Hải quân                    | Chân dung   | Sinh - mất                                 | Thời gian tại nhiệm                        |
| ------------------------------------- | ----------- | ------------------------------------------ | ------------------------------------------ |
| Đô đốc Ivan Ivanovich xứ Traversay    | không khung | 1754 - 19 tháng 5 năm 1831                 | 27 tháng 12 năm 1815 - 24 tháng 3 năm 1828 |
| Đô đốc Anton Vasilievich von Moller   | không khung | 19 tháng 2 năm 1764 - 17 tháng 10 năm 1848 | 24 tháng 3 năm 1828 - 5 tháng 2 năm 1836   |
| Đô đốc Alexander Menshikov            | không khung | 23 tháng 9 năm 1787 - 1 tháng 5 năm 1869   | 5 tháng 2 năm 1836 - 23 tháng 2 năm 1855   |
| Đô đốc Ferdinand Wrangel              | không khung | 9 tháng 1 năm 1797 - 6 tháng 6 năm 1870    | 18 tháng 5 năm 1855 - 27 tháng 7 năm 1857  |
| Đô đốc Nikolai Metlin                 | không khung | 28 tháng 7 năm 1804 - 15 tháng 11 năm 1884 | 27 tháng 7 năm 1857 - 18 tháng 9 năm 1860  |
| Đô đốc Nikolai Karlovich Krabbe       | không khung | 19 tháng 9 năm 1814 - 3 tháng 1 năm 1876   | 19 tháng 9 năm 1860 - 3 tháng 1 năm 1876   |
| Phó đô đốc Stepan Lesovsky            | không khung | 1817 - 26 tháng 2 năm 1884                 | 12 tháng 1 năm 1876 - 23 tháng 6 năm 1880  |
| Phó đô đốc Alexei Peshchurov          | không khung | 21 tháng 5 năm 1834 - 9 tháng 10 năm 1891  | 23 tháng 6 năm 1880 - 11 tháng 1 năm 1882  |
| Phó đô đốc Ivan Shestakov             | không khung | 13 tháng 4 năm 1820 - 3 tháng 12 năm 1888  | 11 tháng 1 năm 1882 - 21 tháng 11 năm 1888 |
| Đô đốc Nikolai Chikhachev             | không khung | 29 tháng 4 năm 1830 - 15 tháng 1 năm 1897  | 28 tháng 11 năm 1888 - 13 tháng 7 năm 1896 |
| Đô đốc Pavel Tyrtov                   | không khung | 15 tháng 7 năm 1836 - 17 tháng 3 năm 1903  | 13 tháng 7 năm 1896 - 4 tháng 3 năm 1903   |
| Phó Đô đốc, Tổng phụ tá Fyodor Avelan | không khung | 12 tháng 9 năm 1839 - 30 tháng 9 năm 1916  | 10 tháng 3 năm 1903 - 29 tháng 6 năm 1905  |
| Đô đốc Alexei Birilyov                | không khung | 28 tháng 3 năm 1884 - 19 tháng 2 năm 1915  | 29 tháng 6 năm 1905 - 11 tháng 1 năm 1907  |
| Đô đốc, Tổng phụ tá Ivan Dikov        | không khung | 29 tháng 7 năm 1883 - 26 tháng 9 năm 1914  | 11 tháng 1 năm 1907 - 9 tháng 1 năm 1909   |
| Phó đô đốc Stepan Voevodsky           | không khung | 3 tháng 4 năm 1659 - 18 tháng 8 năm 1937   | 8 tháng 1 năm 1909 - 18 tháng 3 năm 1911   |
| Đô đốc Ivan Grigorovich               | không khung | 7 tháng 2 năm 1853 - 3 tháng 3 năm 1950    | 19 tháng 3 năm 1911 - 28 tháng 2 năm 1917  |

### Bộ trưởng Chiến tranh và Hải quân của Chính phủ Nga lâm thời
| Bộ trưởng Chiến tranh và Hải quân | Chân dung   | Sinh - mất                                 | Thời gian tại nhiệm               |
| --------------------------------- | ----------- | ------------------------------------------ | --------------------------------- |
| Alexander Guchkov                 | không khung | 26 tháng 10 năm 1862 - 14 tháng 2 năm 1936 | 16 tháng 3 - 18 tháng 5 năm 1917  |
| Aleksandr Kerenskii               | không khung | 4 tháng 5 năm 1881 - 11 tháng 6 năm 1970   | 5 tháng 5 - 30 tháng 8 năm 1917   |
| Alexandr Verkhovsky               | không khung | 9 tháng 12 năm 1886 - 19 tháng 8 năm 1938  | 30 tháng 8 - 21 tháng 10 năm 1917 |
| Chuẩn Đô đốc Dmitry Verderevsky   | không khung | 4 tháng 11 năm 1873 - 22 tháng 8 năm 1947  | 30 tháng 8 - 25 tháng 10 năm 1917 |

| Dân ủy về các vấn đề về Hàng hải   | Chân dung   | Sinh - mất                                 | Thời gian làm việc                         |
| ---------------------------------- | ----------- | ------------------------------------------ | ------------------------------------------ |
| Sĩ quan hải quân Pavel Dybenko     | không khung | 28 tháng 2 năm 1889 - 29 tháng 7 năm 1938  | 26 tháng 10 năm 1917 - 15 tháng 3 năm 1918 |
| Chuẩn Đô đốc Modest Ivanov         |             | 30 tháng 3 năm 1875 - 1942                 | 7 tháng 11 năm 1917 - 25 tháng 1 năm 1918  |
| Tổng Tư lệnh Hải quân              | Chân dung   | Sinh - mất                                 | Thời gian làm việc                         |
| Chuẩn Đô đốc Vasily Altfater       | không khung | 16 tháng 12 năm 1883 - 20 tháng 4 năm 1519 | 12 tháng 4 năm 1918 - 22 tháng 1 năm 1919  |
| Thuyền trưởng bậc 1 Evgeny Behrens | không khung | 11 tháng 11 năm 1876 - 7 tháng 3 năm 1928  | 24 tháng 4 năm 1919 - 5 tháng 2 năm 1920   |
| Alexander Nemitts                  | không khung | 7 tháng 8 năm 1879 - 1 tháng 10 năm 1967   | 5 tháng 2 năm 1920 - 22 tháng 11 năm 1921  |

| Bộ trưởng Chiến tranh và Hải quân Nga | Chân dung   | Sinh - mất                                | Thời gian làm việc                        |
| ------------------------------------- | ----------- | ----------------------------------------- | ----------------------------------------- |
| Đô đốc Aleksandr Kolchak              | không khung | 16 tháng 11 năm 1874 - 7 tháng 2 năm 1920 | 5 - 20 tháng 11 năm 1918                  |
| Bộ trưởng Hải quân                    | Chân dung   | Sinh - mất                                | Thời gian làm việc                        |
| Chuẩn Đô đốc Mikhail Smirnov          |             | 18 tháng 6 năm 1880 - 26 tháng 8 năm 1940 | 20 tháng 11 năm 1918 - 4 tháng 1 năm 1920 |

### Phó Tổng Tư lệnh các lực lượng Hải quân Nga-Xô
| Phó Tổng Tư lệnh      | Chân dung   | Sinh - mất                                 | Thời gian làm việc                        |
| --------------------- | ----------- | ------------------------------------------ | ----------------------------------------- |
| Eduard Pantserzhansky | không khung | 12 tháng 10 năm 1887 - 26 tháng 9 năm 1937 | 22 tháng 11 năm 1921 - 1 tháng 1 năm 1924 |

### Tổng Tư lệnh các Lực lượng Hải quân Liên Xô
| Tổng Tư lệnh                           | Chân dung   | Sinh - mất                                 | Thời gian làm việc                        |
| -------------------------------------- | ----------- | ------------------------------------------ | ----------------------------------------- |
| Eduard Pantserzhansky                  | không khung | 12 tháng 10 năm 1887 - 26 tháng 9 năm 1937 | 1 tháng 1 năm 1924 - 9 tháng 12 năm 1924  |
| Vyacheslav Zof                         | không khung | 25 tháng 12 năm 1889 - 20 tháng 6 năm 1937 | 9 tháng 12 năm 1924 - 23 tháng 8 năm 1926 |
| Romuald Muklewicz                      | không khung | 25 tháng 10 năm 1890 - 9 tháng 2 năm 1938  | 23 tháng 8 năm 1926 - 11 tháng 8 năm 1931 |
| Chỉ huy Hạm đội bậc 1 Vladimir Orlov   |             | 15 tháng 7 năm 1895 - 28 tháng 7 năm 1938  | 11 tháng 6 năm 1931 - 15 tháng 8 năm 1937 |
| Chỉ huy Hạm đội bậc 1 Mikhail Viktorov | không khung | 24 tháng 12 năm 1894 - 1 tháng 8 năm 1938  | 15 tháng 8 - 28 tháng 12 năm 1937         |

### Dân ủy Hải quân Liên Xô
| Dân ủy Hải quân                               | Chân dung   | Sinh - mất                                | Thời gian làm việc                         |
| --------------------------------------------- | ----------- | ----------------------------------------- | ------------------------------------------ |
| Chính ủy Tập đoàn quân bậc 1 Pyotr Smirnov    | không khung | 29 tháng 5 năm 1897 - 22 tháng 2 năm 1839 | 30 tháng 12 năm 1937 - 30 tháng 6 năm 1938 |
| Chỉ huy Hạm đội bậc 2 Pyotr Svetlovsky        |             | 1 tháng 8 năm 1897 - 17 tháng 3 năm 1940  | 30 tháng 6 - 8 tháng 9 năm 1938            |
| Tư lệnh Tập đoàn quân bậc 1 Mikhail Frinovsky | không khung | 7 tháng 2 năm 1898 - 4 tháng 2 năm 1940   | 8 tháng 9 năm 1938 - 6 tháng 4 năm 1939    |
| Đô đốc hạm đội Nikolai Kuznetsov              | không khung | 24 tháng 7 năm 1904 - 6 tháng 2 năm 1974  | 28 tháng 4 năm 1939 - 25 tháng 2 năm 1946  |

### Tổng Tư lệnh Hải quân Liên Xô
| Tổng Tư lệnh                     | Chân dung   | Sinh - mất                               | Thời gian làm việc                        |
| -------------------------------- | ----------- | ---------------------------------------- | ----------------------------------------- |
| Đô đốc hạm đội Nikolai Kuznetsov | không khung | 24 tháng 7 năm 1904 - 6 tháng 2 năm 1974 | 25 tháng 2 năm 1946 - Tháng 1 năm 1947    |
| Đô đốc Ivan Yumashev             | không khung | 9 tháng 10 năm 1895 - 2 tháng 9 năm 1972 | 17 tháng 1 năm 1947 - 25 tháng 2 năm 1950 |

### Bô trưởng Hải quân Liên Xô
| Bộ trưởng Hải quân               | Chân dung   | Sinh - mất                               | Thời gian làm việc                        |
| -------------------------------- | ----------- | ---------------------------------------- | ----------------------------------------- |
| Đô đốc Ivan Yumashev             | không khung | 9 tháng 10 năm 1895 - 2 tháng 9 năm 1972 | 25 tháng 2 năm 1950 - 20 tháng 7 năm 1951 |
| Đô đốc hạm đội Nikolai Kuznetsov | không khung | 24 tháng 7 năm 1904 - 6 tháng 2 năm 1974 | 20 tháng 7 năm 1951 - 15 tháng 3 năm 1953 |

### Tổng Tư lệnh Hải quân Liên Xô
| Tổng Tư lệnh                      | Chân dung   | Sinh - mất                                | Thời gian làm việc                         |
| --------------------------------- | ----------- | ----------------------------------------- | ------------------------------------------ |
| Đô đốc hạm đội Nikolai Kuznetsov  | không khung | 24 tháng 7 năm 1904 - 6 tháng 2 năm 1974  | 15 tháng 3 năm 1953 - 29 tháng 10 năm 1955 |
| Đô đốc Hải quân Sergey Gorshkov   | không khung | 26 tháng 2 năm 1910 - 13 tháng 5 năm 1988 | 5 tháng 1 năm 1956 - 12 tháng 9 năm 1985   |
| Đô đốc hạm đội Vladimir Chernavin | không khung | 22 tháng 4 năm 1928 (Còn sống)            | 29 tháng 11 năm 1985 - 14 tháng 2 năm 1992 |

### Tổng Tư lệnh Hải quân Cộng đồng các quốc gia độc lập
| Tổng Tư lệnh                      | Chân dung   | Sinh - mất                                | Thời gian làm việc                        |
| --------------------------------- | ----------- | ----------------------------------------- | ----------------------------------------- |
| Đô đốc hạm đội Vladimir Chernavin | không khung | 22 tháng 4 năm 1928 - 18 tháng 3 năm 2023 | 14 tháng 2 năm 1992 - 19 tháng 8 năm 1992 |

### Tổng Tư lệnh Hải quân Nga
| Tổng Tư lệnh                     | Chân dung   | Sinh - mất                                | Thời gian làm việc                        |
| -------------------------------- | ----------- | ----------------------------------------- | ----------------------------------------- |
| Đô đốc hạm đội Felix Gromov      | không khung | 29 tháng 8 năm 1937 - 22 tháng 1 năm 2021 | 19 tháng 8 năm 1992 - 7 tháng 11 năm 1997 |
| Đô đốc hạm đội Vladimir Kuroedov | không khung | 5 tháng 9 năm 1944 (Còn sống)             | 7 tháng 11 năm 1997 - 5 tháng 9 năm 2005  |
| Đô đốc Hạm đội Vladimir Masorin  | không khung | 24 tháng 8 năm 1947 (Còn sống)            | 4 tháng 9 năm 2005 - 13 tháng 9 năm 2007  |
| Đô đốc Vladimir Vysotsky         | không khung | 18 tháng 8 năm 1954 - 5 tháng 2 năm 2021  | 12 tháng 9 năm 2007 - 6 tháng 5 năm 2012  |
| Đô đốc Victor Chirkov            | không khung | 8 tháng 9 năm 1859 (Còn sống)             | 5 tháng 5 năm 2012 - 7 tháng 4 năm 2016   |
| Đô đốc Vladimir Korolev          | không khung | 1 tháng 2 năm 1955 (Còn sống)             | 5 tháng 4 năm 2016 - 3 tháng 5 năm 2019   |
| Đô đốc Nikolai Evmenov           | không khung | 2 tháng 4 năm 1962 (Còn sống)             | 3 tháng 5 năm 2019 - 19 tháng 3 năm 2024  |
| Đô đốc Alexander Moiseyev        |             | 16 tháng 4 năm 1962 (Còn sống)            | 19 tháng 3 năm 2024 - nay                 |